# Pacto Digital Global
O Pacto Digital Global é uma iniciativa proposta pelo secretário-geral das Nações Unidas, António Guterres. O objetivo deste pacto é assegurar o uso responsável das tecnologias digitais, em benefício de todas as pessoas. A proposta lançada em setembro de 2024 busca diminuir a exclusão digital e promover um ambiente digital seguro e inclusivo.

## Antecedentes e Processo
A partir de consultas a mais de 1 milhão de pessoas em todo o mundo, os Estados-membros da ONU concordaram com uma declaração que enfatizou a importância de melhorar a cooperação digital. Nesse contexto, o secretário-geral propôs uma “Agenda Comum”, com uma vertente tecnológica que conduziu ao Pacto Digital Global.
Em 17 de janeiro de 2023, o Presidente da Assembleia Geral da ONU nomeou Anna Karin Eneström, representante da Suécia, e Claver Gatete, da Ruanda (que foi substituída posteriormente pela Zâmbia) como cofacilitadores para liderar o processo intergovernamental do Pacto Digital Global. Um roteiro para o processo foi publicado em 16 de janeiro de 2023.

## Principais elementos
O Pacto Digital Global visa reunir governos, entidades do setor privado, organizações da sociedade civil e outras partes interessadas para trabalharem de forma colaborativa num conjunto de princípios e compromissos comuns. Alguns aspectos-chave do Pacto Digital Global incluem: 
1. Conectividade: Garantir que todas as pessoas, incluindo as escolas, tenham acesso à Internet e a ferramentas digitais para a conectividade e a prosperidade socioeconômica.
2. Fragmentação da Internet: Prevenir a divisão e fragmentação da Internet para manter um espaço digital global unificado.
3. Proteção de dados: Fornecer aos indivíduos opções sobre como seus dados são usados e garantir que sua privacidade seja respeitada.
4. Direitos Humanos Online: Aplicar princípios de direitos humanos na esfera digital, incluindo liberdade de expressão, privacidade e proteção contra a discriminação e o conteúdo enganoso.
5. Regulamentação da Inteligência Artificial: Promover o desenvolvimento ético e a utilização da inteligência artificial em alinhamento com os valores globais partilhados.
6. Digital Commons: Reconhecer as tecnologias digitais como um bem público global e incentivar o seu desenvolvimento e utilização para o benefício de todos.

## Lançamento
Em 22 de setembro de 2024, durante a Cúpula do Futuro, o Pacto Digital Global foi lançado na sede da ONU, em Nova York. Foi definido que o pacto se baseia em “projetar, usar e governar a tecnologia para o benefício de todos”.
Os objetivos do documento são:
- eliminar as disparidades digitais e acelerar o avanço em relação aos Objetivos de Desenvolvimento Sustentável (ODS) por meio de ações que promovam a ampliação da conectividade, a melhoria da conectividade significativa, o desenvolvimento da alfabetização digital e a preservação de bens públicos e infraestrutura digital;
- ampliar a inclusão e os benefícios da economia digital para todas as pessoas, estimulando interações seguras e transparentes na internet, com políticas e estruturas legais e regulatórias que incentivem a inovação, protejam os direitos dos consumidores, desenvolvam talentos e habilidades digitais, estimulem a concorrência justa e o empreendedorismo digital, além de aumentar a confiança e a segurança dos consumidores na economia digital;
- promover os direitos humanos, a governança da internet, a confiança e segurança digital, além da integridade da informação, com a criação de um espaço digital inclusivo, aberto, seguro e protegido que respeite, proteja e promova a cidadania;
- fomentar a governança dos dados, incluindo diretrizes sobre privacidade, segurança e a troca e fluxo de dados, fortalecendo estruturas nacionais de governança de dados eficazes, além de capacitar indivíduos e grupos a decidirem sobre o uso de seus dados; e
- melhorar a governança internacional da inteligência artificial para o benefício da humanidade, adotando uma abordagem “equilibrada, inclusiva e baseada em riscos”.

## Relação com outras iniciativas
O Pacto Digital Global está relacionado a vários outros esforços internacionais, como os Objetivos de Desenvolvimento Sustentável (ODS).